# Nikolaus af Oldenborg (1897–1970)
Nikolaus af Oldenborg (tysk: Nikolaus Friedrich Wilhelm von Holstein-Gottorp, Erbgroßherzog von Oldenburg) (født 10. august 1897 i Oldenburg, Storhertugdømmet Oldenborg, død 3. april 1970 i Rastede, Landkreis Ammerland) var fra 1931 til 1970 overhoved for den tyske gren af slægten Slesvig-Holsten-Gottorp, der regerede Oldenborg i 1773–1918. I 1900–1918 var Nikolaus den sidste tronfølger i Oldenborg (arvestorhertug, tysk: Erbgroßherzog).

## Biografi
Nikolaus blev født den 10. august 1897 i Oldenburg i Storhertugdømmet Oldenborg som den eneste overlevende søn af Frederik August 2. af Oldenborg (1852–1931), der var Oldenborgs sidste regerende storhertug, i hans andet ægteskab med Elisabeth af Mecklenburg-Schwerin. Af Nikolaus's søskende nåede en halvsøster og to helsøstre at blive voksne. Hans far måtte abdicere, da monarkierne blev afskaffet i Tyskland ved Novemberrevolutionen i 1918, og Nikolaus mistede sin positiion som tronfølger.
Nikolaus af Oldenburg var medlem af NSDAP og SA. Som SA-Standartenführer havde han kommandoen over SA-Reiterstandarte 14. Derudover var han major af reserven i hæren.

## Familie
I 1921 blev Nikolaus, arvestorhertug af Oldenborg, gift med prinsesse Helene af Waldeck-Pyrmont (1899–1948). Helene var datter af regerende fyrste Frederik af Waldeck-Pyrmont. 
Nikolaus og Helene fik ni børn. Den ældste var titulær hertug af Oldenborg Anton Günther (1923–2014), der var slægtens overhoved i 1970–2014:
- Anton-Günther, hertug af Oldenburg (16. januar 1923 - 20. september 2014); giftede sig med prinsesse Ameli af Löwenstein-Wertheim-Freudenberg
- Hertuginde Rixa af Oldenburg (28. marts 1924 - 1. april 1939)
- Hertug Peter af Oldenburg (7. august 1926 - 18. november 2016); giftede sig med prinsesse Gertrude af Löwenstein-Wertheim-Freudenberg
- Hertuginde Eilika af Oldenburg (2. februar 1928 - 26. januar 2016); giftede sig med Emich, 7. fyrste af Leiningen
- Hertug Egilmar af Oldenburg (f. 14. oktober 1934)
- Hertug Friedrich August af Oldenburg (11. januar 1936 - 9. juli 2017); giftede sig første gang med prinsesse Marie Cécile af Preussen, anden gang med Donata grevinde af Castell-Rüdenhausen
- Hertuginde Altburg af Oldenburg (f. 14. oktober 1938); giftede sig med baron Rüdiger von Erffa
- Hertug Huno af Oldenburg (f. 3. januar 1940); giftede sig med grevinde Felicitas-Anita af Schwerin von Krosigk, havde to døtre herunder Beatrix von Storch.
- Hertug Johann af Oldenburg (f. 3. januar 1940); giftede sig med Ilka Gräfin zu Ortenburg. Hans datter Eilika giftede sig med Georg Habsburg-Lothringen

I 1950 blev arvestorhertug Nikolaus gift med friherreinde Anne-Marie von Schutzbar (kaldt Milchling) (1903–1991).

## Weblinks
- Online-Gotha
- Genealogie des Hauses Oldenburg